# University of Idaho
University of Idaho – amerykańska uczelnia publiczna z siedzibą w Moscow w stanie Idaho.
Placówka powstała 30 stycznia 1889, a pierwsze zajęcia miały miejsce 3 października 1892. W jej skład wchodzi 10 wydziałów.
Jesienią 2016 liczba studentów wynosiła 9116. W rankingu amerykańskich uczelni uniwersytet w 2017 uplasował się na 171. pozycji.
Uczelniane drużyny sportowe noszą nazwę Idaho Vandals i występują w NCAA Division I. Najbardziej utytułowanym zespołem uczelni jest sekcja bokserska.
Barwy uczelni to srebrny i złoty.